# فولراو
فولراو هي مدينة صغيرة في مقاطعة هوف في سويسرا, تبلغ مساحتها 6.3 كيلومتراً مربعاً, تشكل منها الأراضي المستخدمة لأغراض زراعية 56.9%. يبلغ عدد سكانها 7010 حسب إحصائيات عام 2011، يشكل حاملي الجنسيات الأجنبية 19.7% منهم. يتكلم معظم سكان فولراو الألمانية بنسبة 88.8%.

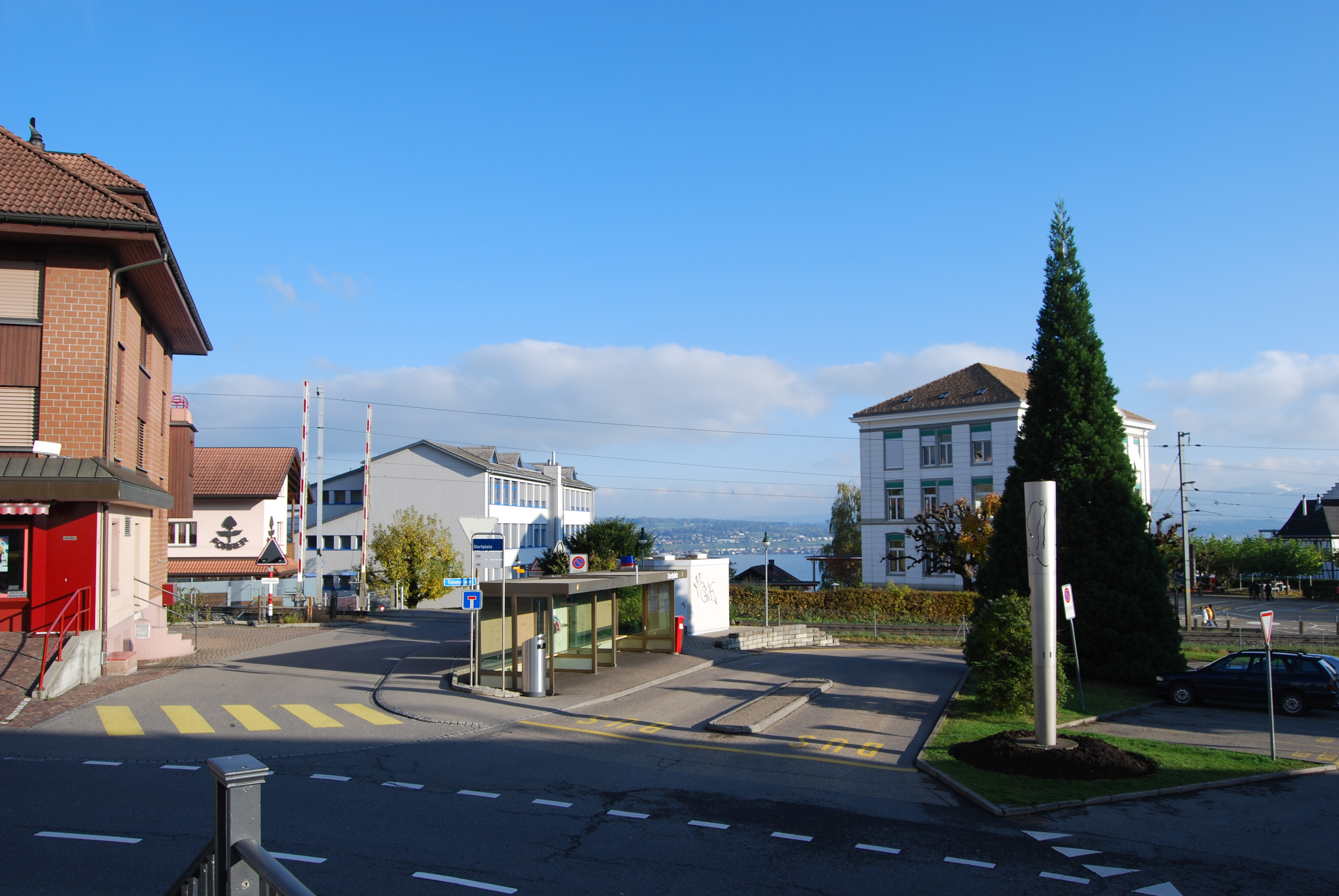
فولراو

غالبية السكان هم من الرومان الكاثوليك بنسبة 52.4%, بينما تبلغ نسبة المسلمين ما يزيد على 3% بواقع 60 فرداً مسلماً.

## السكان المشاهير
يسكن في فولراو بعض المشاهير أمثال لاعب كرة المضرب روجر فيدرير وكل من فيليبي ماسا وكيمي رايكونن سائقي الفورملا ون.

## أعلام
- هاينريخ روهرير